# Zentrum für Journalismus
Das Zentrum für Journalismus (dänisch Center for Journalistik) der Süddänischen Universität ist am Institut für Politikwissenschaften der Fakultät für Sozialwissenschaften angesiedelt. Es liegt am Universitätscampus Odense auf der dänischen Insel Fünen und bietet Forschung und Ausbildung im Fachbereich Journalismus an. Das Zentrum hat etwa 310 Studierende im Bachelorstudiengang und etwa 200 Studierende in Masterstudiengängen (Stand: 2010). Außerdem forschen und unterrichten dort etwa 35 Wissenschaftler und Lehrende. Direktor des Zentrums ist Peter Bro.
Die Süddänische Universität etablierte, ähnlich wie die Universität Roskilde, 1998 einen Journalismusstudiengang als Antwort auf die politische Entscheidung, das Monopol der Dänischen Hochschule des Journalismus für die Ausbildung von Journalisten in Dänemark zu brechen, um dadurch die Vielfalt innerhalb des Fachgebiets Journalismus zu erhöhen. Seit seiner Gründung hat das Zentrum sich mit mehreren Innovationen profiliert, u. a. mit der Journalistenauszeichnung „Das journalistische Stipendium“, sowie mit der Einführung eines Journalisteneides nach Vorbild des Ärztegelöbnisses.
Außer den Ausbildungen auf Bachelor- und Master-Niveau bietet es berufliche Weiterbildung sowie eine Nebenfachausbildung an, die mit einem geistes- oder sozialwissenschaftlichen Hauptfach kombiniert werden kann.
Das höchste Gremium des Zentrums ist der Vorstand, der vom Chefredakteur der Tageszeitung Fyens Stiftstidende, Per Westergård, geleitet wird.
Die Studierenden geben die Zeitung Lixen heraus.